# Madaram
Madaram è una suddivisione dell'India, classificata come census town, di 6.691 abitanti, situata nel distretto di Adilabad, nello stato federato del Telangana. In base al numero di abitanti la città rientra nella classe V (da 5.000 a 9.999 persone).

## Società

### Evoluzione demografica
Al censimento del 2001 la popolazione di Madaram assommava a 6.691 persone, delle quali 3.380 maschi e 3.311 femmine. I bambini di età inferiore o uguale ai sei anni assommavano a 618, dei quali 318 maschi e 300 femmine. Infine, coloro che erano in grado di saper almeno leggere e scrivere erano 4.206, dei quali 2.420 maschi e 1.786 femmine.